# Archaeotinodes uncinatus
Archaeotinodes uncinatus là một loài Trichoptera hóa thạch trong họ Ecnomidae.